# Bahía de Ocoa
La bahía de Ocoa es una bahía en el litoral marítimo sobre el mar Caribe de la República Dominicana. La bahía se encuentra sobre la costa sur de la isla de La Española, administrativamente en la provincia de Azua en la subregión de Valdesia.
La bahía tiene unos 15 km en su boca, y su amplia costa se extiende por unos 30 km. En su extremo este se encuentra el Palmar de Ocoa, y luego se suceden diversas playas tales como la playa Caracoles y la playa Biyeya, en el extremo oeste de la bahía se encuentra Punta Vigía.  Sobre la bahía se encuentra una zona denominada Corbanito que se destaca por sus extensas y hermosas playas. 
En la playa Caracoles desembarcaron en 1973 los grupos guerrilleros liderados por Francisco Alberto Caamaño. 